# Żabinek
Żabinek [ʐaˈbinɛk] (tiếng Đức: Klein Sabin) là một ngôi làng thuộc khu hành chính của Gmina Wierzchowo, thuộc quận Drawsko, West Pomeranian Voivodeship, ở phía tây bắc Ba Lan. Nó nằm khoảng 4 kilômét (2 mi) phía tây nam của Wierzchowo, 21 km (13 mi) về phía đông nam của Drawsko Pomorskie và 99 km (62 mi) về phía đông của thủ đô khu vực Szczecin.
Trước năm 1945, khu vực này là một phần của Đức. Đối với lịch sử của khu vực, xem Lịch sử của Pomerania.
Làng có dân số 310.